# Coleophora staehelinella
Coleophora staehelinella é uma espécie de mariposa do gênero Coleophora pertencente à família Coleophoridae.